# Спрингер, Хью
Сэр Хью Уоррелл Спрингер (англ. Sir Hugh Worrell Springer, 22 июня 1913 — 14 апреля 1994, Бриджтаун, Барбадос) — барбадосский государственный деятель, генерал-губернатор Барбадоса (1984—1990).

## Биография
Окончил Харрисон-колледж. Заядлый академический, Получил степень магистра искусств в Хертфорд-колледже Оксфордского университета. Затем изучал право во Внутреннем Темпле. В 1938 г. был принят в коллегию адвокатов.
В 1937 г. вернулся на Барбадос, где участвовал в создании Барбадосской Прогрессивной Лиги. В 1940-х гг. избирался депутатом парламента колониального Барбадоса. Участвовал в реорганизации Лиги в Барбадосскую лейбористскую партии и формировании первой профсоюзной организации на острове — Союза барбадосских трудящихся.
В 1944 г. был назначен членом исполнительного совета, с 1946 г. — руководил работой департаментов образования, юстиции, сельского хозяйства и рыболовства в коалиционном правительстве Барбадоса. Затем покинул Барбадос после назначения на должность Регистрара Университета Вест-Индии на Ямайке.
На протяжении своей длительной политической карьеры занимал многие ключевые должности, среди них:
- член Палаты собрания Барбадоса,
- генеральный секретарь Барбадосской лейбористской партии (1940—1947),
- председатель группы стран Содружества по взаимодействию в сфере образования,
- помощник Генерального секретаря Содружества,
- генеральный секретарь Ассоциации университетов стран Содружества.

Являлся автором многочисленных научных трудов, в частности, экспертным сообществом была отмечена его монография, посвящённая анализу причин распада Федерации Вест-Индии.
В 1984—1990 гг. — генерал-губернатор Барбадоса;
В 1971 г. королевой Елизаветой II был возведён в рыцарское достоинство. Также был кавалером ордена Святого Михаила и Святого Георгия. В 1998 г. вошёл в число одного из десяти национальных героев Барбадоса.